# Diplusodon ciliatiflorus
Diplusodon ciliatiflorus är en fackelblomsväxtart som beskrevs av T. B. Cavalcanti. Diplusodon ciliatiflorus ingår i släktet Diplusodon och familjen fackelblomsväxter. Inga underarter finns listade i Catalogue of Life.